# Provincia Huelva
Provincia Huelva este o provincie în Andaluzia, sudul Spaniei. Capitala este Huelva.

Diviziunile Provinciei Huelva